# St. Martin (Heilbad Heiligenstadt)

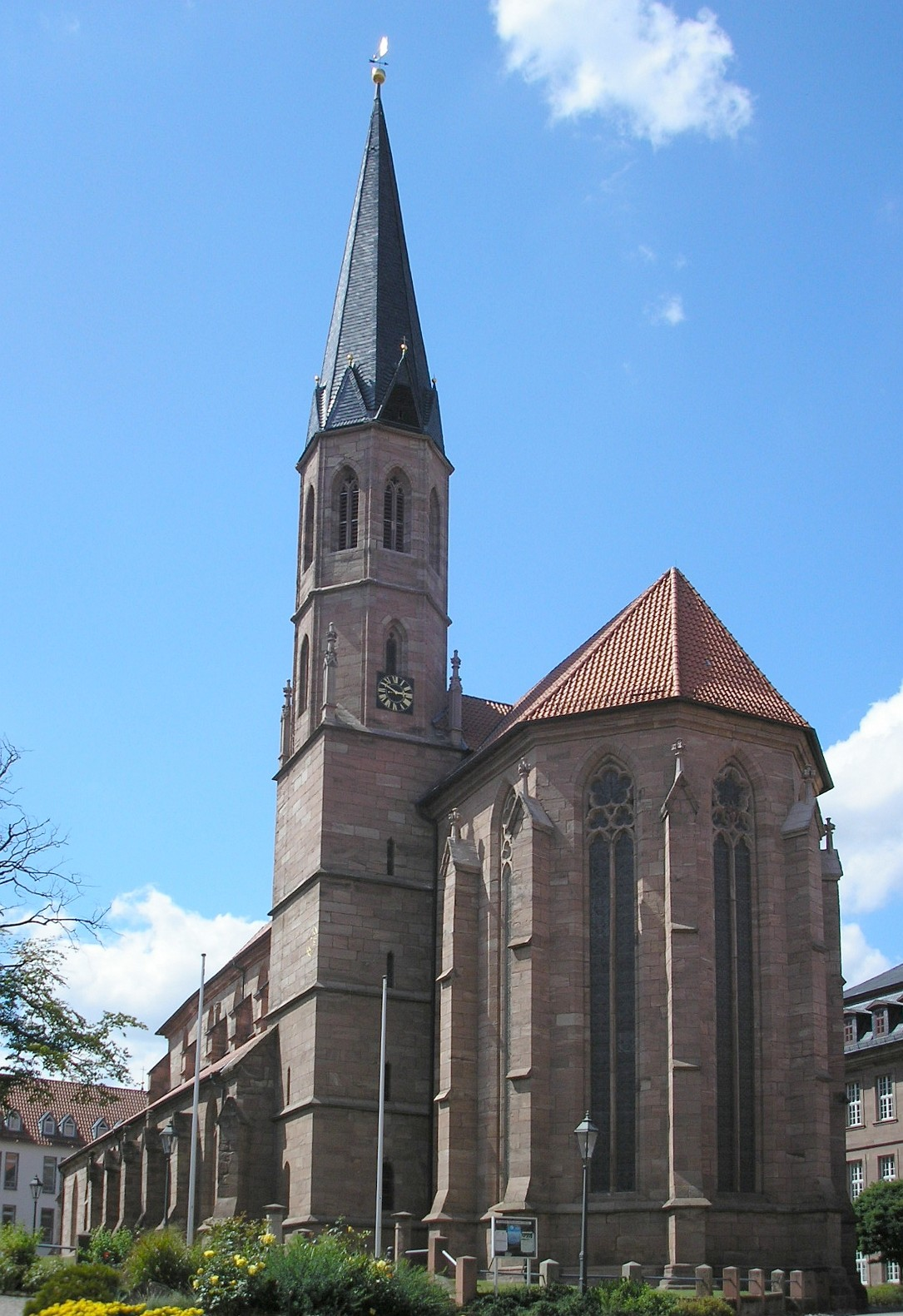
St. Martin von Osten

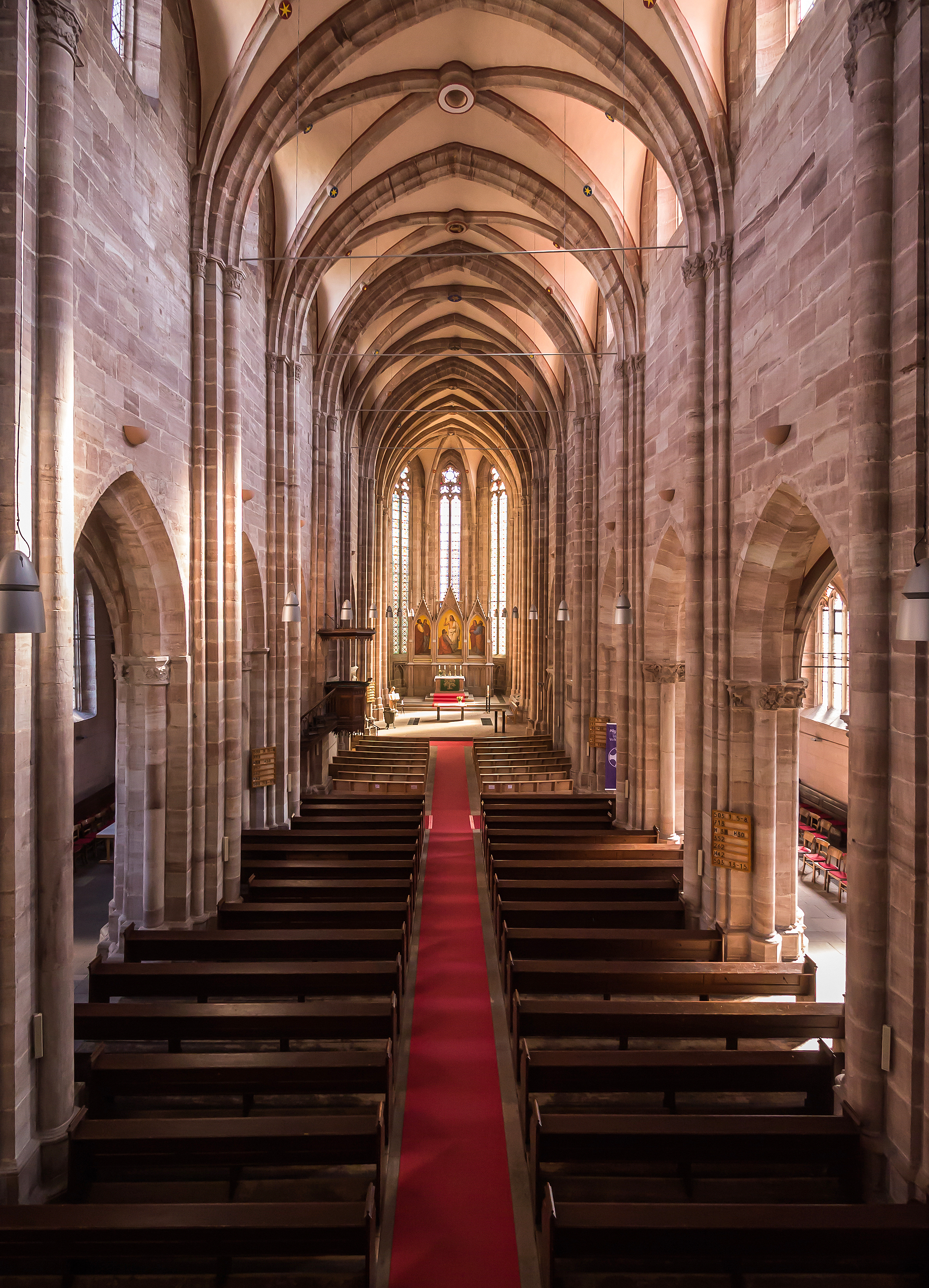
Inneres

Die ehemalige Stiftskirche St. Martin in Heiligenstadt im thüringischen Eichsfeld ist die evangelische Hauptkirche von Stadt und Region. Sie gehört zum Kirchenkreis Mühlhausen der Evangelischen Kirche in Mitteldeutschland.

## Geschichte
Der Hügel von St. Martin ist der Ort der ältesten Kirchengründung im Eichsfeld. Sie erfolgte laut legendarischer Überlieferung durch den Frankenkönig Dagobert I. und wurde mit Reliquien des Mainzer Märtyrerbischofs Aureus und seines Diakons Justinus ausgestattet. Diese Patrone sind, zusammen mit den im 9. Jahrhundert hinzugekommenen Sergius und Bacchus, die Heiligen im Namen der in der Folgezeit bei der Kirche entstehenden Siedlung Heiligenstadt. Zugleich bezeugen sie die enge Verbindung zum Erzbistum Mainz und Zugehörigkeit zu Kurmainz, die bis zum Ende des 18. Jahrhunderts bestehen blieb. Sie zeigt sich noch deutlicher im Wechsel zum Martinspatrozinium, der schon im 8. Jahrhundert erfolgte.
Die erste Saalkirche wurde um die Mitte des 9. Jahrhunderts durch eine vorromanische Basilika mit Kreuzgrundriss ersetzt.
Um 960 gründete der Mainzer Erzbischof Wilhelm bei St. Martin ein Kanonikerstift. Stift und Kirche erlangten in der Folgezeit überregionale Bedeutung. Grabungsergebnisse der 1990er Jahre lassen auf eine Kaiserpfalz schließen. Als Archidiakonat war St. Martin Mutterkirche für acht Pfarreien, darunter St. Marien in Heiligenstadt, sowie sieben Klöster.
Um 1276 begann der Um- und Neubau der Kirche mit Konventsgebäuden und Kreuzgang im Stil der Gotik, der um 1450 abgeschlossen war.
Die Reformation setzte sich wegen der politischen Zugehörigkeit des Eichsfelds zu Kurmainz in Heiligenstadt nicht dauerhaft durch. Als in der Zeit des Dreißigjährigen Kriegs das Gnadenbild der Muttergottes vom Elende nach St. Martin kam (seit 1803 in St. Marien), wurde die Stiftskirche auch Wallfahrtsort.
Der Reichsdeputationshauptschluss 1803 brachte das Ende der geistlichen Fürstentümer und der meisten Stifte und Klöster. Der Wiener Kongress teilte das Untereichsfeld dem Königreich Hannover, das Obereichsfeld Preußen zu. Das Martinsstift wurde aufgelöst. Die Kirche wurde von der preußischen Regierung an die evangelische Gemeinde übergeben. Die meisten Ausstattungsstücke, die für den evangelischen Gottesdienst nicht gebraucht wurden, gelangten in katholische Kirchen der Stadt und des Umlands.
1862–1866 wurde St. Martin im Geist des Historismus restauriert, wobei weitere Ausstattungsstücke entfernt wurden.

## Architektur und Ausstattung

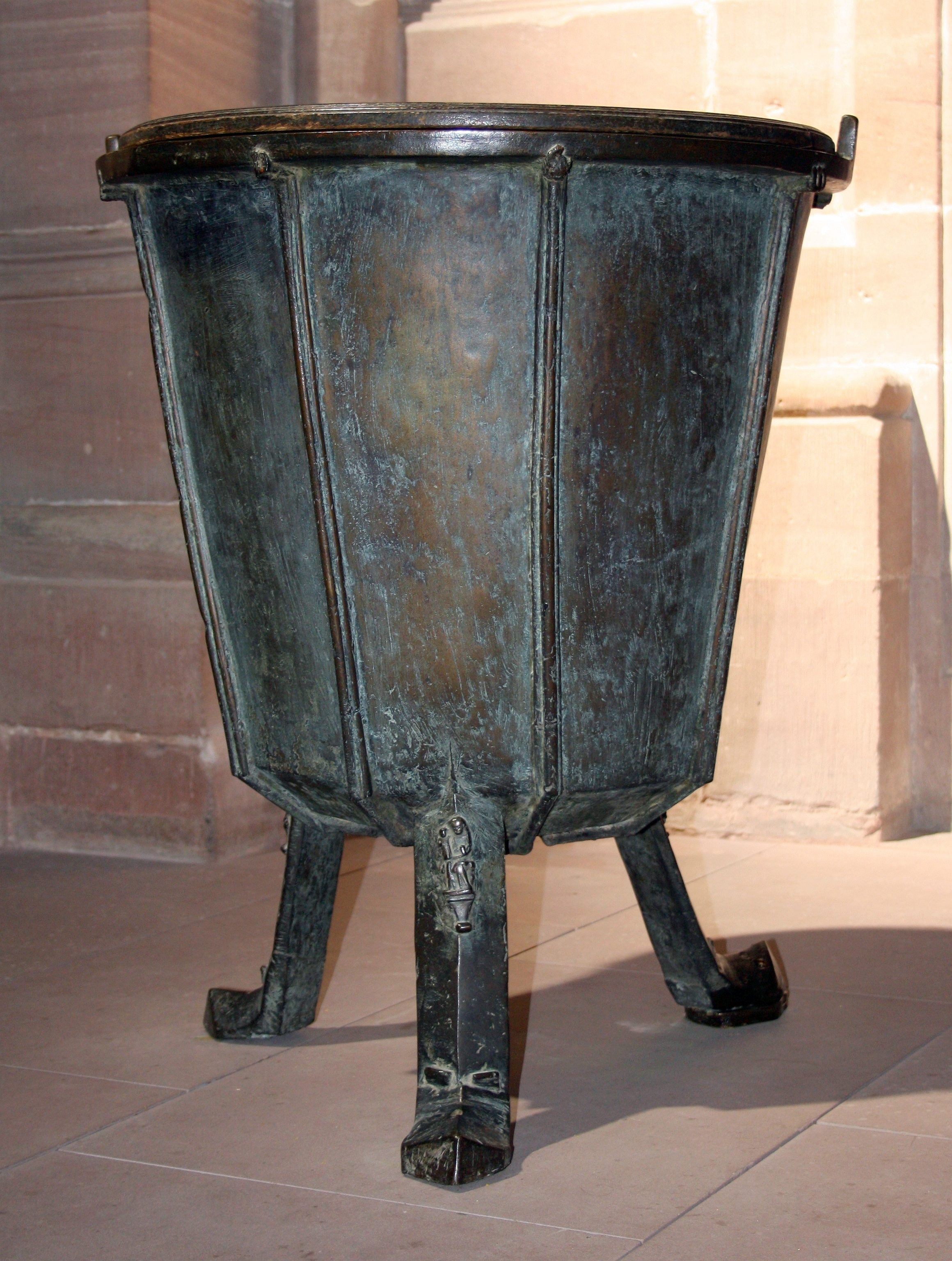
Gotische Bronzetaufe

Die Martinskirche ist, von wenigen neugotischen Veränderungen abgesehen, in ihrem hochgotischen Erscheinungsbild unversehrt erhalten. Sie ist eine dreischiffige Basilika mit Kreuzrippengewölbe. Der zweijochige Chor mit polygonalem Abschluss setzt das Mittelschiff bruchlos fort. Am Übergang zwischen Langhaus und Chor ist südlich ein Halbriegel angesetzt, der den achteckigen Turm mit Spitzhelm trägt. Der reiche Skulpturenschmuck der Portale zeigt die Heiligen der Martinskirche sowie eine Marienkrönung.
Das Innere wurde bei der letzten Restaurierung ohne Farbfassung gelassen, sodass die reich gegliederte Architektur durch sich selber wirkt. Die farbigen Fenster, besonders die Rosette der Westfassade, lassen den Buntsandstein in wechselndem Licht erscheinen.
Das älteste Ausstattungsstück ist das mittelalterliche Bronzetaufbecken. Aus dem 19. Jahrhundert stammen die mit Schnitzwerk verzierte hölzerne Kanzel und das dreiteilige Altarretabel aus Sandstein, dessen Bilder in der Mitte Christus vor Thomas, außen die vier Evangelisten zeigen.

## Orgel
Die erste Orgel in St. Martin wurde 1831 von Johann Friedrich Schulze aus Paulinzella erbaut. 1949 wurde das Instrument im Zuge der Orgelbewegung verändert. Die neue Orgel im neobarockem Prospekt wurde 1972 vom Gothaer Orgelbauer Rudolf Böhm erbaut. Das Schleifladen-Instrument hat 27 Register auf zwei Manualen und Pedal. Die Spiel- und Registertrakturen sind mechanisch.
Die Disposition der aktuellen Orgel:
| I. Hauptwerk C–g3 |       |
| Pommer            | 16′   |
| Prinzipal         | 8′    |
| Rohrflöte         | 8′    |
| Oktave            | 4′    |
| Spitzflöte        | 4′    |
| Rohrquinte        | 2 ⁄3′ |
| Prinzipal         | 2′    |
| Mixtur V          | 2′    |
| Trompete          | 8′    |

| II. Oberwerk C–g3 |        |
| Gedackt           | 8′     |
| Quintatön         | 8′     |
| Prinzipal         | 4′     |
| Gedacktflöte      | 4′     |
| Blockflöte        | 2′     |
| Terz              | 1 3⁄5′ |
| Nasat             | 1 ⁄3′  |
| Oktävlein         | 1′     |
| Scharff IV        | 1′     |
| Krummhorn         | 8′     |
| Tremulant         |        |

| Pedal C–f1     |     |
| Kupferprästant | 16′ |
| Subbaß         | 16′ |
| Oktavbaß       | 8′  |
| Baßflöte       | 8′  |
| Choralbaß      | 4′  |
| Hintersatz IV  |     |
| Posaune        | 16′ |
| Clarine        | 4′  |

- Koppeln: II/I, I/P, II/P

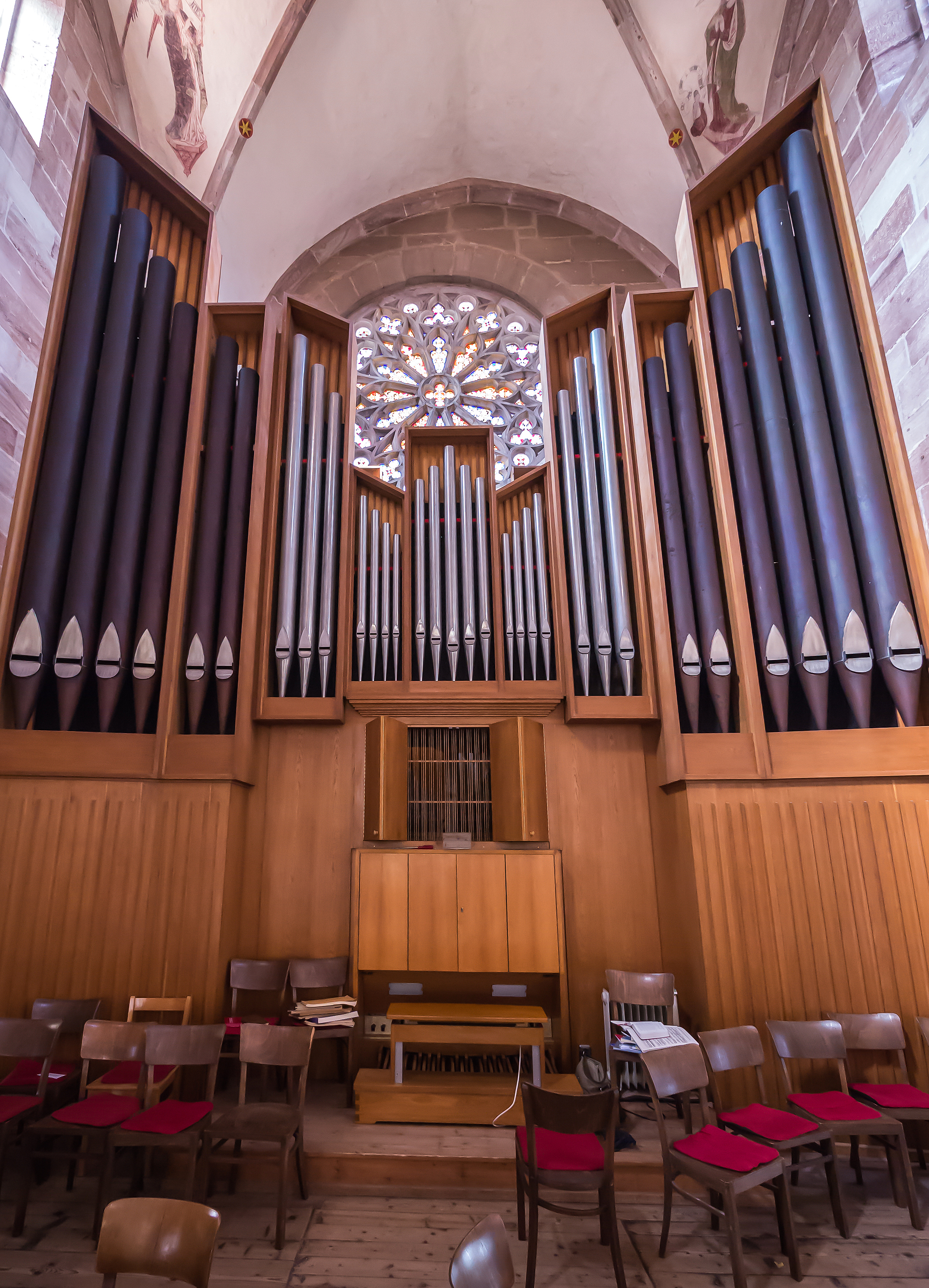
Orgel auf der Empore

Disposition der Schulze-Orgel von 1831:
| I. Manual   |     |
| Bordun      | 16′ |
| Prinzipal   | 8′  |
| Hohlflöte   | 8′  |
| Holzgedackt | 8′  |
| Gamba       | 8′  |
| Oktave      | 4′  |
| Hohlflöte   | 4′  |
| Oktave      | 2′  |
| Cornett III |     |

| II. Manual       |     |
| Gedackt          | 16′ |
| Gedackt          | 8′  |
| Geigendprinzipal | 8′  |
| Flöte traverso   | 8′  |
| Salicional       | 8′  |
| Aeoline          | 8′  |
| Prinzipal        | 4′  |
| Flöte            | 4′  |
| Clarinette       | 8′  |

| Pedal        |     |
| Violon       | 16′ |
| Prinzipalbaß | 16′ |
| Subbaß       | 16' |
| Violon       | 8′  |
| Prinzipalbaß | 8′  |
| Baßflöte     | 8′  |
| Posaune      | 16′ |

- Koppeln: II/I, I/P, II/P

Disposition der Orgel nach dem Umbau 1949:
| I. Manual    |       |
| Bordun       | 16′   |
| Prinzipal    | 8′    |
| Rohrflöte    | 8′    |
| Gamba        | 8′    |
| Oktave       | 4′    |
| Spitzflöte   | 4′    |
| Rohrnasard   | 2 ⁄3′ |
| Oktave       | 2′    |
| Cornett III  |       |
| Mixtur IV-VI | 2′    |

| II. Manual      |       |
| Nachthorn       | 8′    |
| Singend Gedackt | 8′    |
| Salicional      | 8′    |
| Prinzipal       | 4′    |
| Gedacktflöte    | 4′    |
| Blockflöte      | 2′    |
| Nasard          | 1 ⁄3′ |
| Cymbel III      | 1′    |
| Clarinette      | 8′    |

| Pedal           |     |
| Prinzipalbaß    | 16′ |
| Subbaß          | 16' |
| Prinzipalbaß    | 8′  |
| Baßflöte        | 8′  |
| Choralbass      | 4′  |
| Pedalmixtur III |     |
| Posaune         | 16′ |

- Koppeln: II/I, I/P, II/P

## Glocken
Im Kirchturm von St. Martin befindet sich ein vierstimmiges Glockengeläut historischer Kirchenglocken:
| Glocke | Name              | Gießer     | Gussjahr | Gewicht | Durchmesser | Schlagton |
| ------ | ----------------- | ---------- | -------- | ------- | ----------- | --------- |
| 1      | Gloriosa          | Hans Blume | 1448     | 1400 kg | 1250 mm     | e′ +3     |
| 2      | Osanna            | Hans Blume | 1448     | 930 kg  | 1130 mm     | fis′ −6   |
| 3      | Anna              | Hans Rese  | 1518     | 121 kg  | 0590 mm     | f″ +7     |
| 4      | Stimme des Lebens |            | 13. Jh.  | 125 kg  | 0580 mm     | fis″ +1,5 |